# インビクタ (時計メーカー)

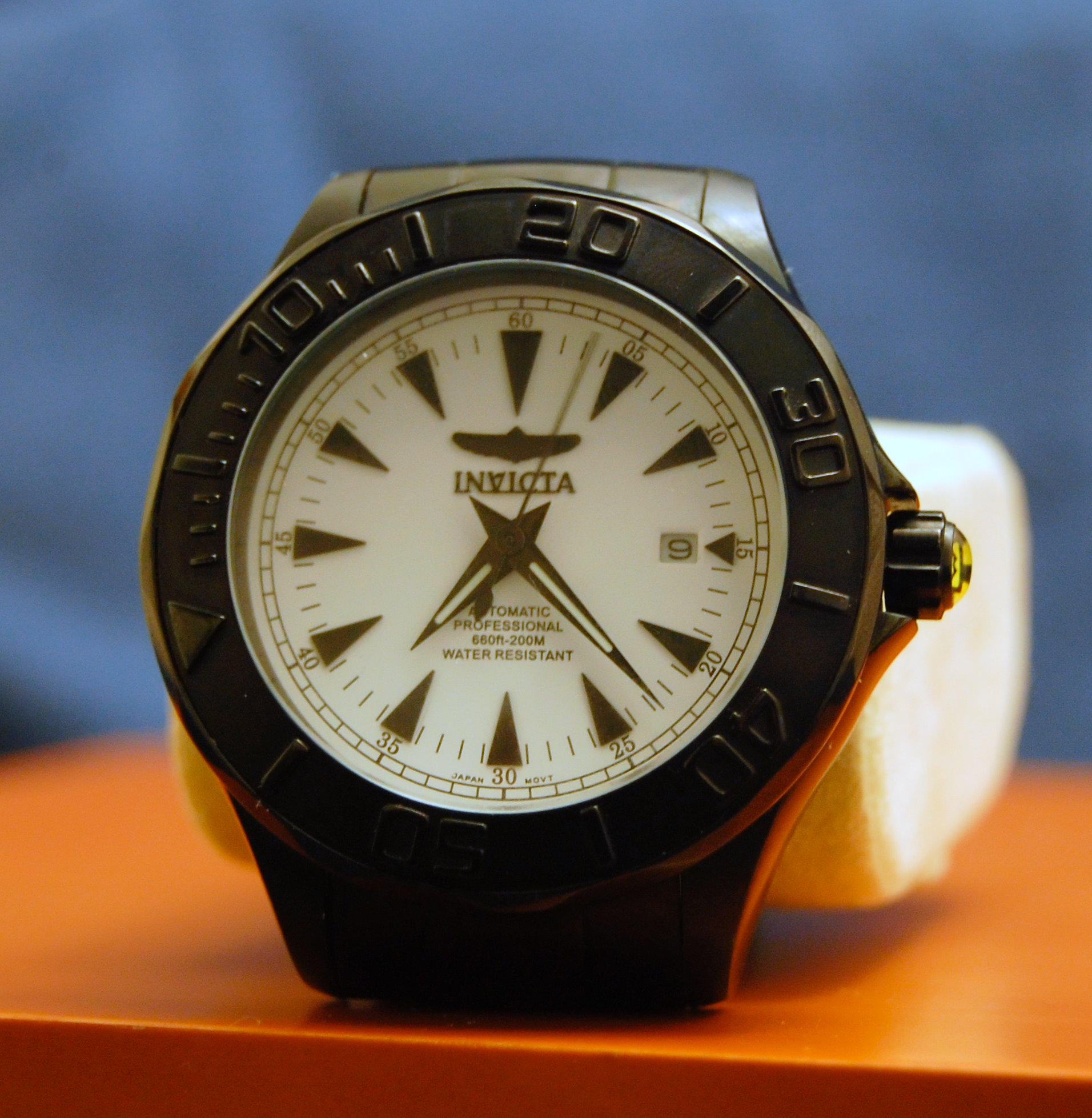
Invicta Ocean Ghost (2008)

インビクタ（Invicta Watch Group）は、アメリカ合衆国に拠点を置く時計、アクセサリーメーカー。
1837年にラファエル・ピカルドによって設立された「Invicta Watch Company（スイス、ラ・ショー＝ド＝フォン）」のブランド名を、「Invicta Watch Group（アメリカ合衆国、ハリウッド)」が承継し、存続させている。
ピカルド家は、1970年代初頭のクォーツショックに至るまで、機械式スイス腕時計を求めやすい価格で生産、供給していた。
その後同社は、1991年にアメリカ合衆国の投資会社に買収され、本社とカスタマーセンター共に、ハリウッド (フロリダ州)へと移転した。
現在のインビクタ社の会長兼CEOであるEyal Laloは、Lalo家が同社と関わってから3代目にあたる時計職人である。

## 商標権をめぐる訴訟
2010年、カナダのキャリングケース製造業者である「Plasticase」が、フロリダ州南部地区連邦地方裁判所に、インビクタ社を商標権侵害で提訴した。同訴えは、インビクタ社が販売するプラスティックケースが、Plasticase社の販売する製品に類似していることを内容とするものだった。
インビクタ社は、この訴えに対し、ただちに反訴を行い、同社の製品がPlasticase社の商標権を侵害するものではないことを主張している。

## 慈善事業
インビクタ社は、非営利組織であるインビクタ・ケア財団を運営し、経済援助を必要とする諸問題に対し、広く支援を行っている。
2005年：ハリケーン・カトリーナ被害に対し、アメリカ赤十字社を通じ12万7,846ドルの寄附。

2010年：エクアドルの深刻な貧困地域であるミンドへ支援を行う「Emmaus Medical Mission」に対する経済的援助。

2012年：海外へと派遣されるアメリカ軍兵士に対し、無償での時計提供。

2013年：「Joe DiMaggio Children's Hospital」を支援するための、自転車レース「ツール・ド・ブロワード」の筆頭スポンサー。

## パートナーシップ
2012年11月、インビクタ社は、元NFLプレイヤーであるジェイソン・テイラーがデザインした、新ラインナップを公開した。

## 所有ブランド
- インビクタ
- グリシン
- テクノマーリン

## 日本での展開
2012年よりAmazon.co.jp及び姉妹サイトのJavari.jpが、正規に取り扱いを開始している。